# Institut für Virusdiagnostik
Das Institut für Virusdiagnostik (IVD) ist eine Forschungseinrichtung der Bundesrepublik Deutschland, die ein Teil der rechtlich selbstständigen Bundesoberbehörde Friedrich-Loeffler-Institut (FLI) auf der Insel Riems ist. Das FLI trägt auch die Zusatzbezeichnung „Bundesforschungsinstitut für Tiergesundheit“. Das Institut betreibt in erster Linie Ressortforschung für das Bundesministerium für Ernährung, Landwirtschaft und Verbraucherschutz. Die Forschungsaufgaben des IVD liegen im Gebiet der Veterinärmedizin und der Virologie.

## Geschichte
Das Institut für Infektionsmedizin ist eine von vier Forschungseinrichtungen auf der Insel Riems, deren Geschichte auf den Virologen Friedrich Loeffler (1852–1915) und in das Jahr 1910 zurückgeht. In der heutigen Form wurde das Institut im Jahr 1992 neu gegründet.
- Eine ausführliche Chronologie der Institute auf der Insel Riems ist im Absatz „Geschichte“ im Artikel Friedrich-Loeffler-Institut dargestellt.

## Forschung
Im Institut werden veterinärmedizinisch bedeutsame Viruserkrankungen bei Nutztieren erarbeitet, verbessert und validiert. Besonderes Augenmerk ist auf anzeigepflichtige Tierseuchen gelegt. Weiterhin werden vom Institut die nach dem Tierseuchengesetz vorgeschriebenen Zulassungsuntersuchungen von Diagnostika vorgenommen.
Die Laboratorien für Geflügelpest, Newcastle-Krankheit und BHV-1 sind zudem als Referenzstellen von der Weltorganisation für Tiergesundheit (OIE) anerkannt.
Außerhalb der Aufgaben in der Pestivirusdiagnostik führt das Laboratorium als Dienstleistung die DNA-Sequenzierung für alle Laboratorien des Friedrich-Loeffler-Institutes am Standort Insel Riems durch. Auch werden kommerziell nicht verfügbare Labordiagnostika entwickelt und bereitgestellt.

## Referenzlaboratorien
Von den Nationalen Referenzlaboratorien (NRL) werden umfangreiche hoheitliche Aufgaben im Sinne der Überwachung sowie der Verbesserung der Diagnostik von anzeigepflichtigen Tierseuchen, meldepflichtigen Tierkrankheiten und Zoonosen wahrgenommen.
Im Institut sind nach ISO/IEC 17025 akkreditierte Nationale Referenzlaboratorien für
- Afrikanische Pferdepest (APP)
- Afrikanische Schweinepest (ASP)
- Ansteckende Schweinelähmung
- Blauzungenkrankheit (BTV)
- Bovine Herpesvirus Typ 1-Infektion (BHV-1)
- Bovine Virusdiarrhoe / Mucosal Disease (BVDV/MD)
- Epizootische Hämorrhagie der Hirsche
- Geflügelpest (AIV)
- Infektiöse Anämie der Einhufer (EIA)
- Klassische Schweinepest (KSP)
- Lumpy-skin-Krankheit
- Maul- und Klauenseuche (MKS)
- Newcastle-Krankheit (NDV)
- Pest der kleinen Wiederkäuer
- Pockenseuche der Schafe und Ziegen
- Rifttal-Fieber (RVF)
- Rinderpest
- Vesikuläre Schweinekrankheit (SVD)
- Vesikuläre Stomatitis (VSV)

## Virusbank
Die Virusbank fungiert als zentrale Einrichtung mit der Aufgabe, authentische, für die Veterinärmedizin bedeutsame Virusstämme unter definierten Bedingungen zu sammeln, zu konservieren, zu pflegen und zu dokumentieren.
In die Sammlung werden vorrangig Virusstämme aufgenommen mit guter Datenlage, deren Herkunft, Identität und Kontaminantenfreiheit (einschließlich Mykoplasmen und Fremdviren) bekannt bzw. geprüft ist. Im Bestand der Virusbank befinden sich mehr als 500 Virusstämme und -isolate von Rind, Schwein, Pferd, Hund, Katze und Geflügel, aber auch von Ziege, Schaf, Giraffe, afrikanischem Elefant und verschiedenen Fischspezies.